# Kłoda (osada leśna w powiecie pilskim)
Kłoda – osada leśna w Polsce położona w województwie wielkopolskim, w powiecie pilskim, w gminie Szydłowo.
W latach 1975–1998 miejscowość należała administracyjnie do województwa pilskiego.